# Regeringens koordinationsudvalg
Regeringens koordinationsudvalg, også koordinationsudvalget eller blot k-udvalget, er siden 1993 det vigtigste centrale udvalg i regeringer i Danmark. Det fungerer som regeringens forretningsudvalg.
Koordinationsudvalget udgør sammen med økonomiudvalget magtens maskinrum, hvor regeringens politik fastlægges. Koordinationsudvalget er dog det mest magtfulde af de to; udvalget behandler således de sager, der ikke kan opnås enighed om i økonomiudvalget.

## Udvalgets arbejde
Udvalget behandler større og væsentlige sager fra regeringen, herunder større regeringsudspil og lovforslag. Disse behandles ugen før de fremlægges på et ministermøde, hvor hele regeringen deltager.
Der er ikke nogen fast ramme for, hvilke sager der kan tages op, viste en forskeradgang til dagsordnerne for udvalget fra 1999 til 2014, som Dybvad-udvalget har haft. Gennemgangen viste, at nogle punkter knytter sig til større, tværgående reformudspil, andre var sektorspecifikke tiltag af stor betydning for regeringen. En tredje gruoppe var sager, der har været konflikt om i koalitionsregeringer og en fjerde gruppe var enkeltsager, der har stor opmærksomhed i regeringens omgivelser.
Drøftelse af sager i udvalget sker normalt på baggrund af et skriftligt materiale i form af et cover med eventuelle bilag, som typisk indeholder et forslag til løsning af sagen (en indstilling). Materialet udarbejdes med inddragelse af de ministerier, som sagen er relevant for.
Normalt mødes udvalget en gang om ugen. Historisk har møderne foregået i egetræsværelset i Statsministeriet.
Siden 1990'erne har udvalget sammen med regeringens økonomiudvalg udviklet sig til en permanent mekanisme i koordineringen af regeringernes politik. Mekanismen betyder, at ministerierne på den ene side må have deres sager med på møderne i koordinationsudvalget, men at de samtidig ikke kan styre udfaldet. Udvalget træffer en beslutning, som derefter må efterleves. En spørgeskemaundersøgelse blandt erfarne embedsmænd i ministerierne, som Dybvad-udvalget udførte, viste, at beslutningsprocesserne ifølge tre fjerdedele er blevet meget mere centralt styret.

## Sammensætning
I koalitionsregeringer vil lederne af regeringspartierne sidde i udvalget uanset deres ministerpost.
Sammensætningen varierer i øvrigt fra regering til regering, men statsministeren er formand for udvalget, og Statsministeriet fungerer som dets sekretariat.. Helt tilbage til VK-regeringen i 2001 har økonomiministrene, udenrigsministrene, finansministrene og justitsministrene været faste medlemmer. Udvalget suppleres med de ministre, der har de aktuelle sager, der drøftes.
Idet de mest centrale ministre er repræsenteret i koordinationsudvalget funger det reelt som en slags indre kabinet - en regering i regeringen, der ikke blot forbereder og indstiller beslutninger til den samlede regering, men også træffer beslutninger på vegne af regeringen.
Daværende statsminister Helle Thorning-Schmidt vakte opsigt, da hun placerede sin særlige rådgiver Martin Rossen i koordinationsudvalget, selv om han ikke var minister. Professor i statskundskab Peter Nedergaard anførte, at det var et problem, at han som det eneste medlem af udvalget således ikke var underkastet parlamentarisk kontrol og derfor ikke kunne indkaldes i samråd i Folketinget. Baggrunden formodes at være et ønske om at styrke statsministerens rolle i den tværgående koordination af regeringsarbejdet.

## Udvalgets sammensætning iregeringen Mette Frederiksen II(SVM-regeringen)
- Statsminister Mette Frederiksen (S) (formand)
- Vicestatsminister og forsvarsminister Troels Lund Poulsen (V)
- Udenrigsminister Lars Løkke Rasmussen (M)
- Finansminister Nicolai Wammen (S)
- Indenrigs- og sundhedsminister Sophie Løhde (V)
- Justitsminister Peter Hummelgaard (S)
- Kulturminister Jakob Engel-Schmidt (M)
- Økonomiminister Stephanie Lose (V)